# Vigo Andersen
For fodboldspilleren, se Vigo Andersen (fodboldspiller).
Vigo Andersen (1852 i København – 29. januar 1895 i Chicago) var en dansk fløjtenist, søn af fløjtenist Christian Joachim Andersen (1816-1899) og Caroline Frederikke Andkjær (1825 -1898) og bror til komponisten, dirigenten og fløjtenisten Joachim Andersen.
Begge brødre modtog undervisning af faderen og virkede som fløjtenister i Det Kongelige Kapel i 1870'erne og i Berliner Philharmonikerne (dannet i 1882) i 1880'erne.
Vigo Andersen forlod hustru, børn og gæld i 1889 og rejste til USA, hvor han først virkede i et militærorkester i New York og fra 1891 var tilknyttet Chicago Symphony Orchestra.
Hans død var et dramatisk selvmord. Han havde indbudt tyve venner til en sammenkomst. Straks ved ankomsten til selskabet skød han sig selv.